# Francesco Bruno (militare)
Francesco Bruno (Nicosia, 4 giugno 1886 – Nicosia, 4 giugno 1975) è stato un generale italiano.

## Biografia
Nacque a Nicosia, provincia di Enna,  il 4 giugno del 1886 figlio di Emanuele, di professione magistrato, e di Costanza Mazzocca. Entrato giovanissimo, nel 1905, alla Regia Accademia Militare di Modena, ne esce con il grado di sottotenente nel 1907, assegnato all'89º Reggimento fanteria "Salerno". Prestato giuramento a Parma nel 1911, nello stesso anno, con Autorizzazione Sovrana del 6 agosto, il giovane, divenuto tenente, sposò la figlia del Barone Salomone di Nicosia, la coetanea Concetta Salomone, andando a vivere a Siracusa. Dall'unione nacquero tre figli, Costanza Carmelina e Bruno.
Prese parte alla prima guerra mondiale con il grado di capitano in forza dapprima all'86º Reggimento fanteria "Verona" e poi al 75° "Napoli", comandandone il II battaglione dal 10 gennaio al 23 maggio 1917 nel grado di maggiore. Si distinse in numerose azioni belliche, venendo decorato con una Medaglia d’argento, una di bronzo al valor militare e con la Croce al merito di guerra.
Terminato il conflitto fu destinato a prestare servizio presso il Distretto militare di Siracusa, e nel 1922 è inviato a Bengasi, in Cirenaica, in qualità di tenente colonnello.
Passato nuovamente in servizio presso il 75º Reggimento fanteria, nel 1927 viene assegnato al Distretto militare di Parma dove rimane fino al 1935. In quello stesso anno parte per la Somalia con il grado di colonnello, assegnato al presidio di Chisimaio. Nel corso del 1936 diresse il Corso allievi ufficiali tenutosi a Mogadiscio, per assumere in quello stesso anno il comando del 75º Reggimento fanteria. Nel 1938 è trasferito al Corpo d'armata di Palermo, e nel 1939 viene inviato in Libia presso il Corpo d’armata di Bengasi. Dal 1 luglio 1940 è promosso generale di brigata, assumendo, il 6 agosto seguente, il comando della zona militare di Catania. Dal 1º settembre 1941 al 19 aprile 1942, assume l’incarico di comandante della fanteria della 31ª divisione fanteria Calabria di stanza a Sassari, svolgendo incarichi speciali anche di difesa costiera.
Convintosi, visto l’andamento della situazione bellica, dell’inutilità di proseguire nel conflitto contro gli Alleati, entrò in contrasto con il Capo di stato maggiore generale, Maresciallo d'Italia Ugo Cavallero, sostenendo che nessuna difesa costiera attuabile in Sicilia avrebbe mai potuto impedire lo sbarco degli anglo-americani che, a quel punto, era oramai prevedibilissimo. Per il mantenimento di tale linea fu posto in posizione fuori quadro il 1º gennaio 1943, e successivamente messo a riposo in data 16 febbraio dello stesso anno.
Rimasto a vivere in Sicilia presso il paese natale assistette alla sbarco degli anglo-americani. A quel tempo la figlia primogenita Costanza operava come crocerossina volontaria presso l'Ospedale di Nicosia, e nonostante il parere contrario dei genitori decise di rimanere a prestare servizio nell’ospedale. Il 22 luglio fu gravemente ferita durante un bombardamento aereo, spegnendosi poi il giorno dopo. Ritornato definitivamente alla vita civile dopo la fine del conflitto, si spense il 4 giugno 1975, suo compleanno, all'età di 89 anni.
Tutta la sua vita fu improntata a schiettezza, correttezza ed onestà. Dopo la morte della figlia crocerossina Costanza Bruno, morta eroicamente nell'assistenza dei feriti durante le operazioni di sbarco angloamericane in Sicilia e la cui salma riposa nella chiesa dedicata ai caduti di Siracusa all'interno di una grande croce rossa, il Francesco Bruno si avvicinò alla Religione e ripudiò la precedente carriera militare.

### Annotazioni
1. ↑  Per tale evento il poeta dialettale Carmelo La Giglia, fece pubblicare una sua lunga poesia in onore dei nubendi.
2. ↑  Nata il 31 gennaio 1915 che, quale crocerossina, morirà eroicamente durante le operazioni di sbarco degli Anglo-americani in Sicilia. Le sono state attribuite numerose medaglie alla memoria e le sono dedicate varie strutture ospedaliere, strade e la sala consiliare del Comune di Siracusa.
3. ↑  Nata il 23 dicembre 1919 e scomparsa nel 2009.
4. ↑  Nato il 19 settembre 1922, svolse l'attività di ingegnere edile a Roma fino alla sua morte avvenuta nel 2013.
5. ↑  Mentre si trovava in Africa Orientale Italiana ricevette un encomio dall’allora governatore della Somalia Ruggero Santini.